# Junius Brutus Booth

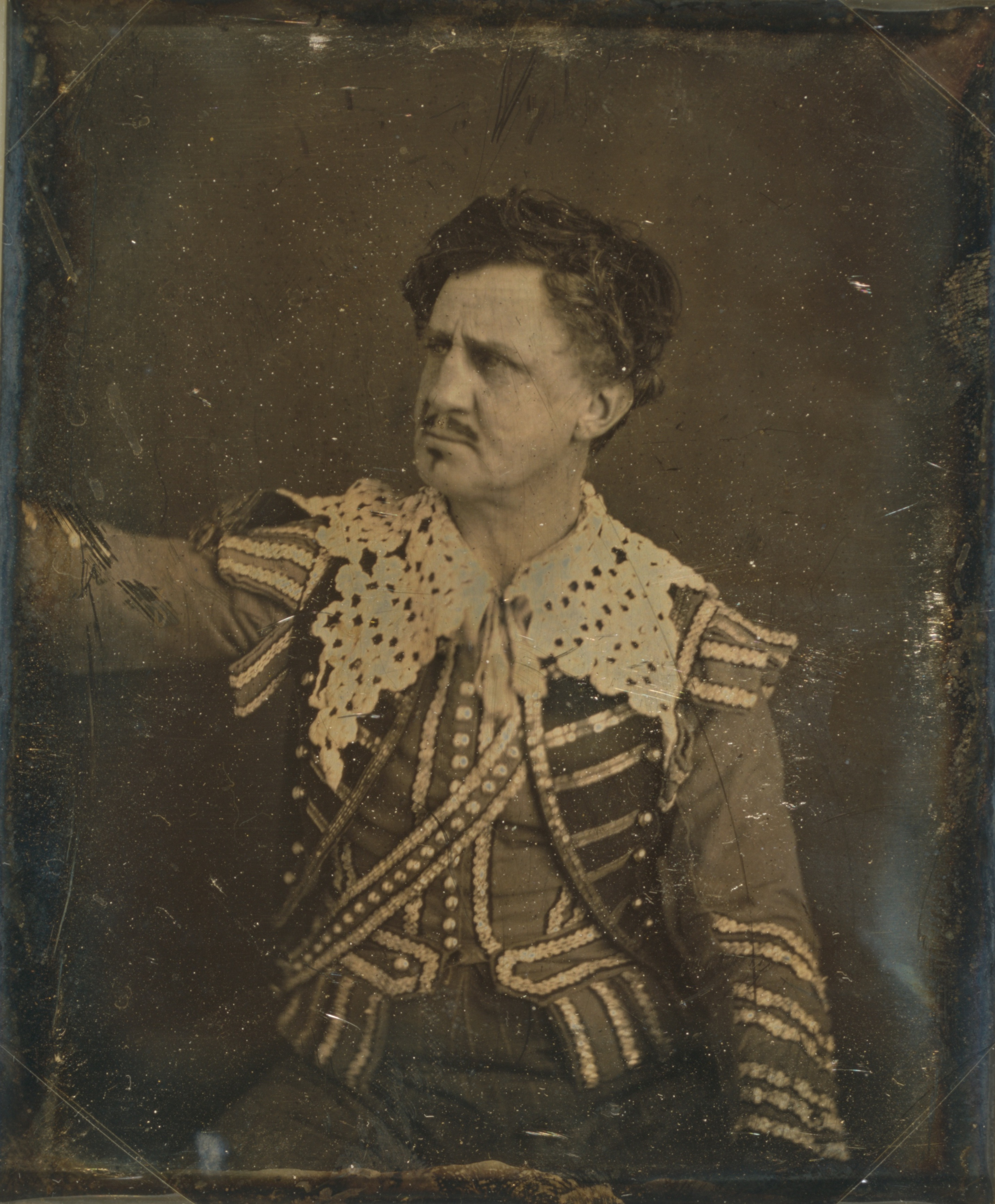
Booth etwa 1850

Junius Brutus Booth (* 1. Mai 1796 in London; † 30. November 1852 in der Nähe von Louisville, Kentucky) war ein britischer Schauspieler.

## Leben
Booth war einer der bekanntesten Bühnenschauspieler seiner Zeit.
Einer seiner Söhne war der Schauspieler John Wilkes Booth, der Attentäter von Abraham Lincoln.
Als Booth 1852 starb, schrieb der Dichter Walt Whitman in Anspielung auf dessen klassische Rollen: There went the greatest and by far the most noble Roman of them all. (dt.: „Da geht der größte und weitaus edelste Römer von allen“).

## Tod

Haus von Booth

Auf der Fahrt mit dem Dampfschiff von New Orleans nach Cincinnati im Jahr 1852 erlitt Booth ein schweres Fieber, das vermutlich durch das Trinken von verunreinigtem Flusswasser verursacht wurde.
Booths Witwe Mary Ann reiste allein nach Cincinnati, um seinen Leichnam zu holen. Booth ist auf dem Green Mount Cemetery in Baltimore begraben.